# Dekanat Gorzów Wielkopolski – Trójcy Świętej
Dekanat Gorzów Wielkopolski-Świętej Trójcy – jeden z 30 dekanatów należący do diecezji zielonogórsko-gorzowskiej, metropolii szczecińsko-kamieńskiej, Kościoła rzymskokatolickiego w Polsce.

## Parafie
- Baczyna – Parafia św. Apostołów Piotra i Pawła
- Parafia Najświętszej Maryi Panny Królowej Polski w Gorzowie Wielkopolskim, w której znajduje się sanktuarium św. Weroniki Giuliani
- Parafia Najświętszego Zbawiciela w Gorzowie Wielkopolskim
- Parafia św. Wojciecha w Gorzowie Wielkopolskim
- Parafia Trójcy Świętej w Gorzowie Wielkopolskim
- Jenin – Parafia św. Michała Archanioła
- Lubiszyn – Parafia Wniebowzięcia Najświętszej Maryi Panny
- Lubno – Parafia św. Józefa

## Zarząd dekanatu
- Dziekan: ks. kan. Ireneusz Mastej (od. 23.10.2023)
- Wicedziekan: ks. kan. Andrzej Tomys (od 22.12.2022)
- Ojciec duchowny: ks. Zbigniew Bujanowski (od 11.08.2014)
- Dekanalny duszpasterz młodzieży i powołań: ks. Piotr Karol Kamiński (od 30.09.2021)